# Karien Robbers
Karien Robbers (16 augustus 1993) is een Nederlands roeister.
Ze nam samen met Aletta Jorritsma deel aan de Olympische Zomerspelen 2016 in de twee-zonder met een dertiende plaats als resultaat. In de acht behaalde zij brons op de Europese kampioenschappen van 2020 in Poznań en zilver op de EK van 2021 in Varese.  
Karien Robbers is de dochter van oud-roeiers Rob Robbers en Jos Compaan, en haar broer Freek roeit ook.

## Resultaten

### Olympische Zomerspelen
| Jaar | Plaats         | Resultaten            |
| ---- | -------------- | --------------------- |
| 2016 | Rio de Janeiro | 13e in de twee zonder |

### Europese kampioenschappen roeien
| Jaar | Plaats                   | Resultaten      |
| ---- | ------------------------ | --------------- |
| 2016 | Brandenburg an der Havel | 12e in de skiff |
| 2019 | Luzern                   | 4e in de acht   |
| 2020 | Poznań                   | in de acht      |
| 2021 | Varese                   | in de acht      |